# Conducător

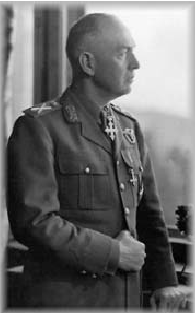
Ion Antonescu, o primeiro Conducător.

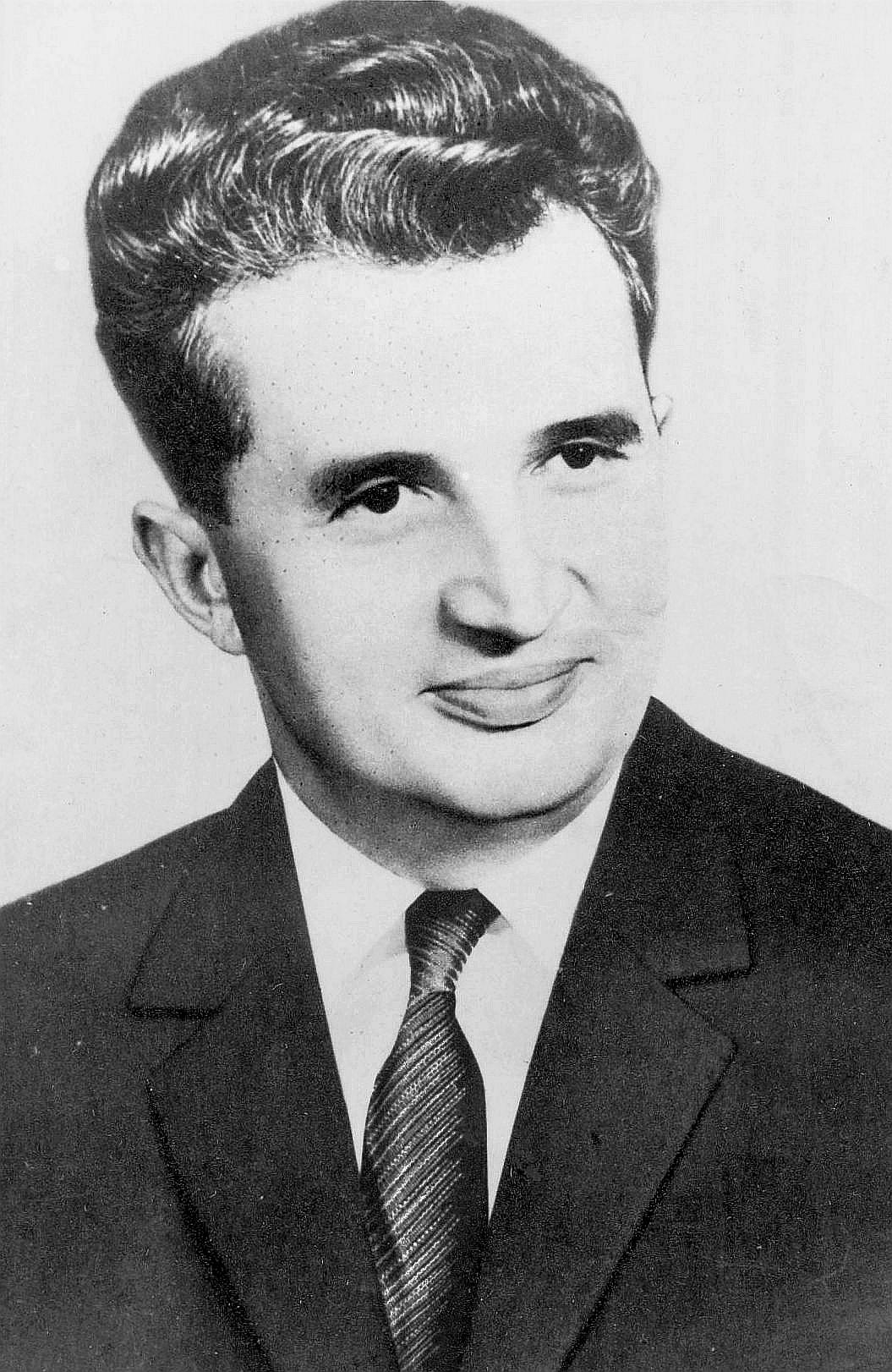
Nicolae Ceauşescu, o segundo e último Conducător.

Conducător (literalmente, em romeno, "condutor", "líder") foi o título usado oficialmente em duas instâncias por políticos romenos, e anteriormente por Carlos II da Romênia.

## História
A palavra é derivada do verbo romeno conduce, a partir do latim ducere ("conduzir"), aparentado com títulos como dux, duque, duce e doge. Seu significado também possui paralelos de outros títulos, como Führer na Alemanha nazista e caudilho na Espanha franquista.
Foi empregada pela primeira vez como um título adicional pelo rei Carlos II da Romênia durante os últimos anos do regime da Frente de Renascimento Nacional, e logo após empregada pelo marechal Ion Antonescu quando assumiu poderes ditatoriais após 14 de setembro de 1940. Nominalmente, Antonescu foi primeiro-ministro e o papel do chefe de Estado foi ocupado pelo Rei Miguel, mas todo o poder real se sustentava com Antonescu. De acordo com o historiador Adrian Cioroianu, através do uso do termo, Antonescu queria destacar suas ligações com a Alemanha, e após a queda do governo compartilhado com a Guarda de Ferro (o Estado Nacional Legionário), seu regime pessoal.
O título foi revivido pelo presidente da Romênia comunista, Nicolae Ceausescu a partir do período após 1968, num momento em que o Partido Comunista Romeno cresceu em adesão, mas diminuiu em importância (frente ao culto da personalidade de Ceauşescu). Foi utilizado mais raramente em paralelo com o cârmaci ("timoneiro"), por sua vez emprestado da retórica similar de países comunistas como Coreia do Norte e a República Popular da China.  Embora as referências ao partido como "a vanguarda da classe operária" caiu em desuso,  o poder tornou-se centrado nas prerrogativas de Ceauşescu de emitir ordens ao aparelho político.
A escolha do termo também significava destacar uma ligação simbólica com os príncipes da Valáquia e os príncipes da Moldávia (outra comparação utilizada era a de Ceauşescu entre os líderes dácios da Antiguidade). Além disso, durante o mesmo período, fontes comunistas começaram retratando Antonescu de forma favorável. .  A partir de um modelo aplicado a todo o Bloco Oriental pelo cientista político polonês Andrzej Korbonski, diferenciando lideranças comunistas em tipos de primus inter pares (liderança coletiva) e primus (domínio pessoal), Cioroianu concluiu que a escolha da Romênia para a última alternativa foi mais provável com base na tradição política local.. De acordo com Cioroianu, o sistema de Ceauşescu extraiu sua outra grande fonte de legitimidade do clientelismo político (resultando no que ele chamou de "um sistema político orbital").
As novas relações políticas, em grande parte baseadas no carisma do Conducător, foram comparadas a vários outros regimes ditatoriais do século XX, e incluído por Houchang Esfandiar Chehabi e José Juan Linz entre os vários "regimes sultanísticos" - o próprio título tem atraído comparações com outros títulos criados por líderes ditatoriais para si mesmos: Aryamehr (usado por Mohammad Reza Pahlavi no Irã), Mobutu Sese Seko Kuku Ngbendu Wa Za Banga (no Zaire por Joseph-Désiré Mobutu), a designação imperial da África Central (sob Jean-Bédel Bokassa), Benefactor de la Patria  (imposta por Rafael Leónidas Trujillo na República Dominicana), e Conquistador do Império Britânico (em Uganda por Idi Amin), entre outros.

## Influência
Várias fontes sérvias repetidas vezes alegaram que o político croata Ivan Stevo Krajačić, membro da Liga dos Comunistas da Croácia no interior da Iugoslávia Comunista e um confidente do presidente Josip Broz Tito, era um militante ativo para a independência croata. Entre outras alegações, Krajačić foi acusado de ter adotado o apelido de "Conducător do separatismo", como um elogio a postura ditatorial de Ceausescu.